# Bellou-le-Trichard
Pour les articles homonymes, voir Bellou (homonymie).
Bellou-le-Trichard est une commune française, située dans le département de l'Orne en région Normandie, peuplée de 196 habitants.

## Géographie
Les communes limitrophes sont : 
- Pouvrai
- Igé
- Saint-Germain-de-la-Coudre
- La Chapelle-du-Bois (Sarthe)
- Nogent-le-Bernard (Sarthe)

### Hydrographie
La commune est située dans le bassin Loire-Bretagne. Elle est drainée par le Moire et le ruisseau le Jaunet,,.

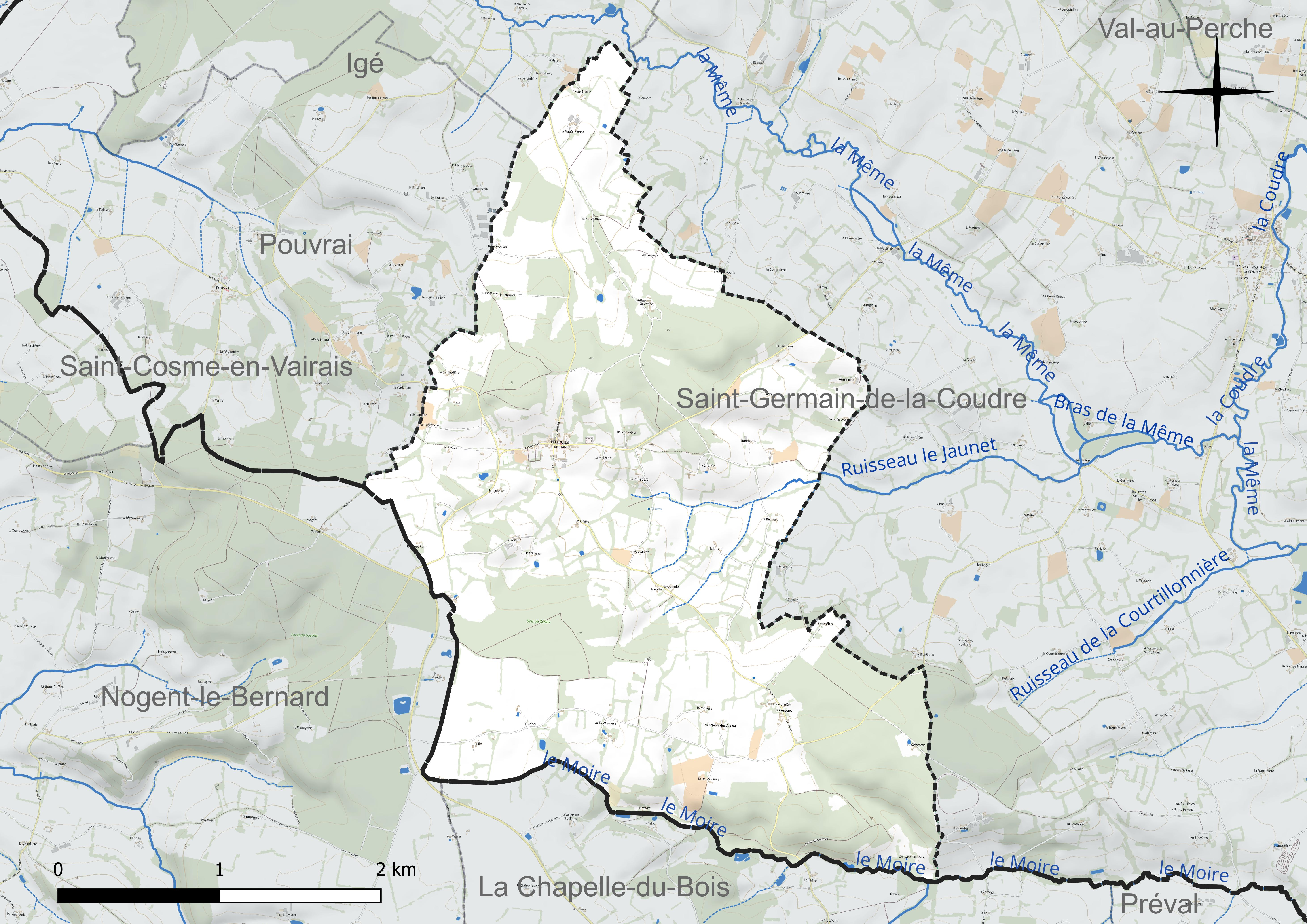
Réseau hydrographique de Bellou-le-Trichard.

### Climat
Pour des articles plus généraux, voir Climat de la Normandie et Climat de l'Orne.
En 2010, le climat de la commune est de type climat océanique dégradé des plaines du Centre et du Nord, selon une étude du CNRS s'appuyant sur une série de données couvrant la période 1971-2000. En 2020, Météo-France publie une typologie des climats de la France métropolitaine dans laquelle la commune est exposée à un climat océanique altéré et est dans la région climatique Normandie (Cotentin, Orne), caractérisée par une pluviométrie relativement élevée (850 mm/a) et un été frais (15,5 °C) et venté. Parallèlement le GIEC normand, un groupe régional d’experts sur le climat, différencie quant à lui, dans une étude de 2020, trois grands types de climats pour la région Normandie, nuancés à une échelle plus fine par les facteurs géographiques locaux. La commune est, selon ce zonage, exposée à un « climat contrasté des collines », correspondant au Pays d'Ouche et au Perche et bénéficiant d’un caractère continental affirmé avec des précipitations atténuées et des amplitudes thermiques fortes.
Pour la période 1971-2000, la température annuelle moyenne est de 10,9 °C, avec une amplitude thermique annuelle de 14 °C. Le cumul annuel moyen de précipitations est de 757 mm, avec 12 jours de précipitations en janvier et 7,6 jours en juillet. Pour la période 1991-2020, la température moyenne annuelle observée sur la station météorologique la plus proche, située sur la commune de Saint-Martin-du-Vieux-Bellême à 13 km à vol d'oiseau, est de 11,4 °C et le cumul annuel moyen de précipitations est de 810,0 mm,. Pour l'avenir, les paramètres climatiques de la commune estimés pour 2050 selon différents scénarios d’émission de gaz à effet de serre sont consultables sur un site dédié publié par Météo-France en novembre 2022.

## Urbanisme

### Typologie
Au 1er janvier 2024, Bellou-le-Trichard est catégorisée commune rurale à habitat dispersé, selon la nouvelle grille communale de densité à sept niveaux définie par l'Insee en 2022.
Elle est située hors unité urbaine. Par ailleurs la commune fait partie de l'aire d'attraction de la Ferté-Bernard, dont elle est une commune de la couronne,. Cette aire, qui regroupe 37 communes, est catégorisée dans les aires de moins de 50 000 habitants,.

### Occupation des sols
L'occupation des sols de la commune, telle qu'elle ressort de la base de données européenne d’occupation biophysique des sols Corine Land Cover (CLC), est marquée par l'importance des territoires agricoles (72,1 % en 2018), une proportion identique à celle de 1990 (72,1 %).
La répartition détaillée en 2018 est la suivante : prairies (39,7 %), forêts (27,9 %), terres arables (26,5 %), zones agricoles hétérogènes (5,9 %).
L'évolution de l’occupation des sols de la commune et de ses infrastructures peut être observée sur les différentes représentations cartographiques du territoire : la carte de Cassini (XVIIIe siècle), la carte d'état-major (1820-1866) et les cartes ou photos aériennes de l'IGN pour la période actuelle (1950 à aujourd'hui).

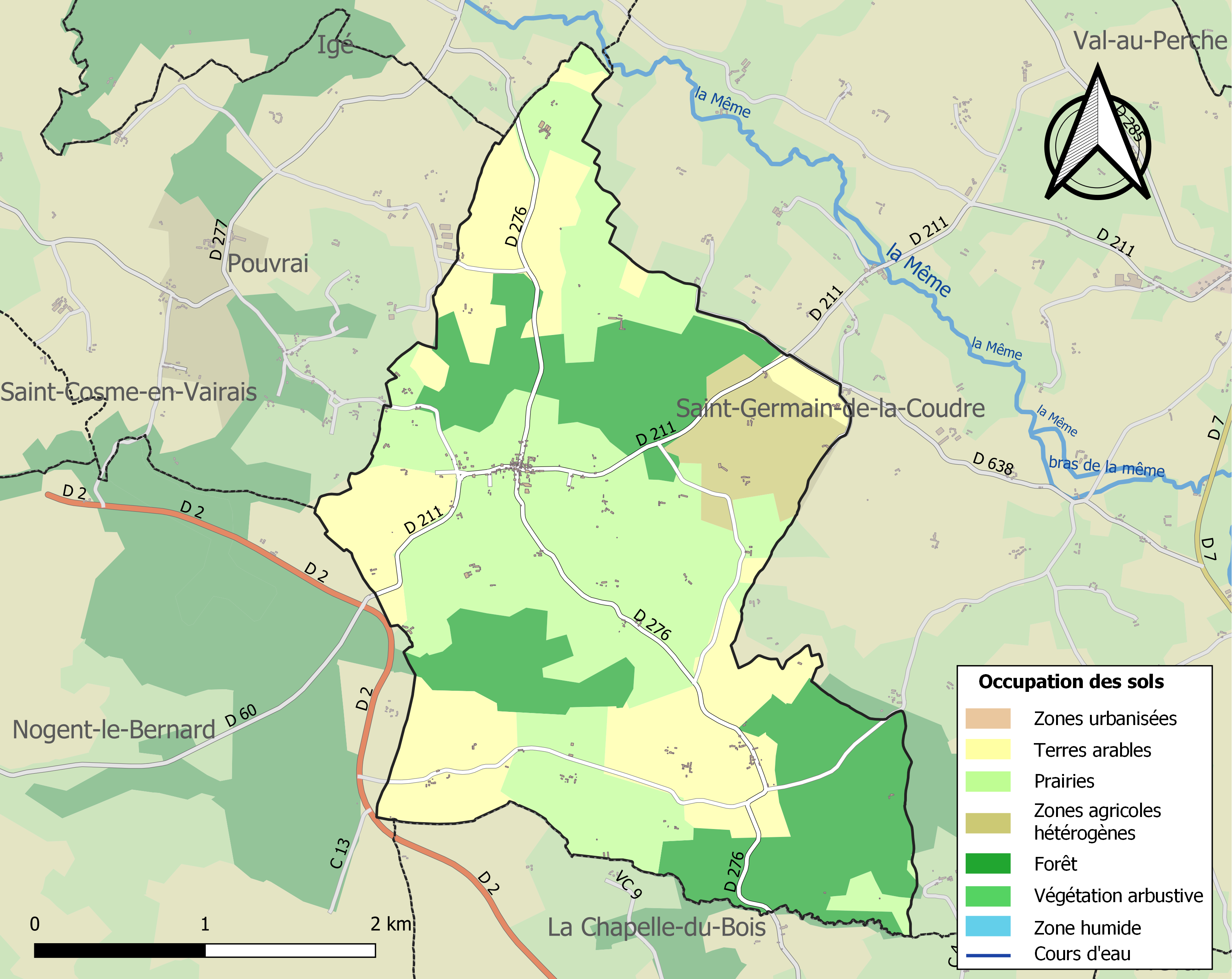
Carte des infrastructures et de l'occupation des sols de la commune en 2018 (CLC).

## Toponymie
Le nom de la localité est attesté sous la forme Bellou en 1218, Beslou le Trichard en 1793, Bellon-le-Trichard en 1801.
Le toponyme pourrait être issu du gaulois/bas latin berula, « berle, cresson ». Suffixé d'-avum, il indiquerait la présence de ces plantes en ce lieu,.

## Politique et administration
| Période   | Période   | Identité             | Étiquette | Qualité                |
| --------- | --------- | -------------------- | --------- | ---------------------- |
| 1989      | mars 2008 | Michel Chobert       | SE        | Retraité               |
| mars 2008 | mars 2014 | Michaël Leblanc      | SE        | Médiateur scientifique |
| mars 2014 | En cours  | Jean-Pierre Deshayes | SE        | Agriculteur            |

## Population et société

### Démographie
L'évolution du nombre d'habitants est connue à travers les recensements de la population effectués dans la commune depuis 1793. Pour les communes de moins de 10 000 habitants, une enquête de recensement portant sur toute la population est réalisée tous les cinq ans, les populations de référence des années intermédiaires étant quant à elles estimées par interpolation ou extrapolation. Pour la commune, le premier recensement exhaustif entrant dans le cadre du nouveau dispositif a été réalisé en 2006.
En 2022, la commune comptait 196 habitants, en évolution de −9,68 % par rapport à 2016 (Orne : −3,21 %, France hors Mayotte : +2,11 %).
| 1793 | 1800 | 1806 | 1821 | 1836 | 1841 | 1846 | 1851 | 1856 |
| ---- | ---- | ---- | ---- | ---- | ---- | ---- | ---- | ---- |
| 716  | 738  | 840  | 804  | 892  | 825  | 831  | 801  | 750  |

| 1861 | 1866 | 1872 | 1876 | 1881 | 1886 | 1891 | 1896 | 1901 |
| ---- | ---- | ---- | ---- | ---- | ---- | ---- | ---- | ---- |
| 730  | 734  | 662  | 688  | 648  | 596  | 570  | 552  | 518  |

| 1906 | 1911 | 1921 | 1926 | 1931 | 1936 | 1946 | 1954 | 1962 |
| ---- | ---- | ---- | ---- | ---- | ---- | ---- | ---- | ---- |
| 507  | 447  | 390  | 402  | 390  | 371  | 346  | 337  | 297  |

| 1968 | 1975 | 1982 | 1990 | 1999 | 2006 | 2011 | 2016 | 2021 |
| ---- | ---- | ---- | ---- | ---- | ---- | ---- | ---- | ---- |
| 274  | 221  | 190  | 180  | 202  | 240  | 237  | 217  | 200  |

| 2022 | - | - | - | - | - | - | - | - |
| ---- | - | - | - | - | - | - | - | - |
| 196  | - | - | - | - | - | - | - | - |

## Culture locale et patrimoine

### Lieux et monuments
- Cadran solaire analemmatique.

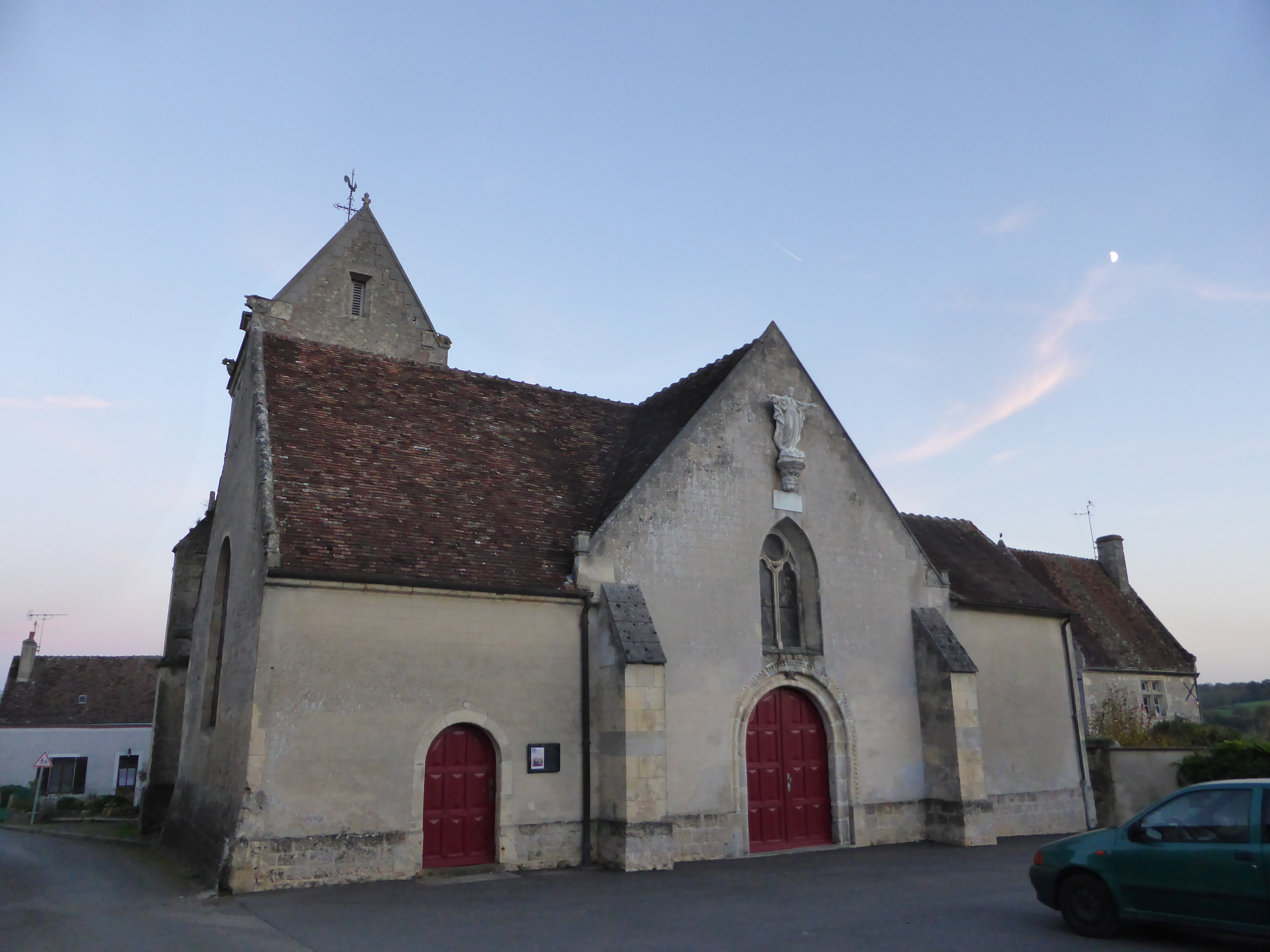
L'église de Bellou-le-Trichard.

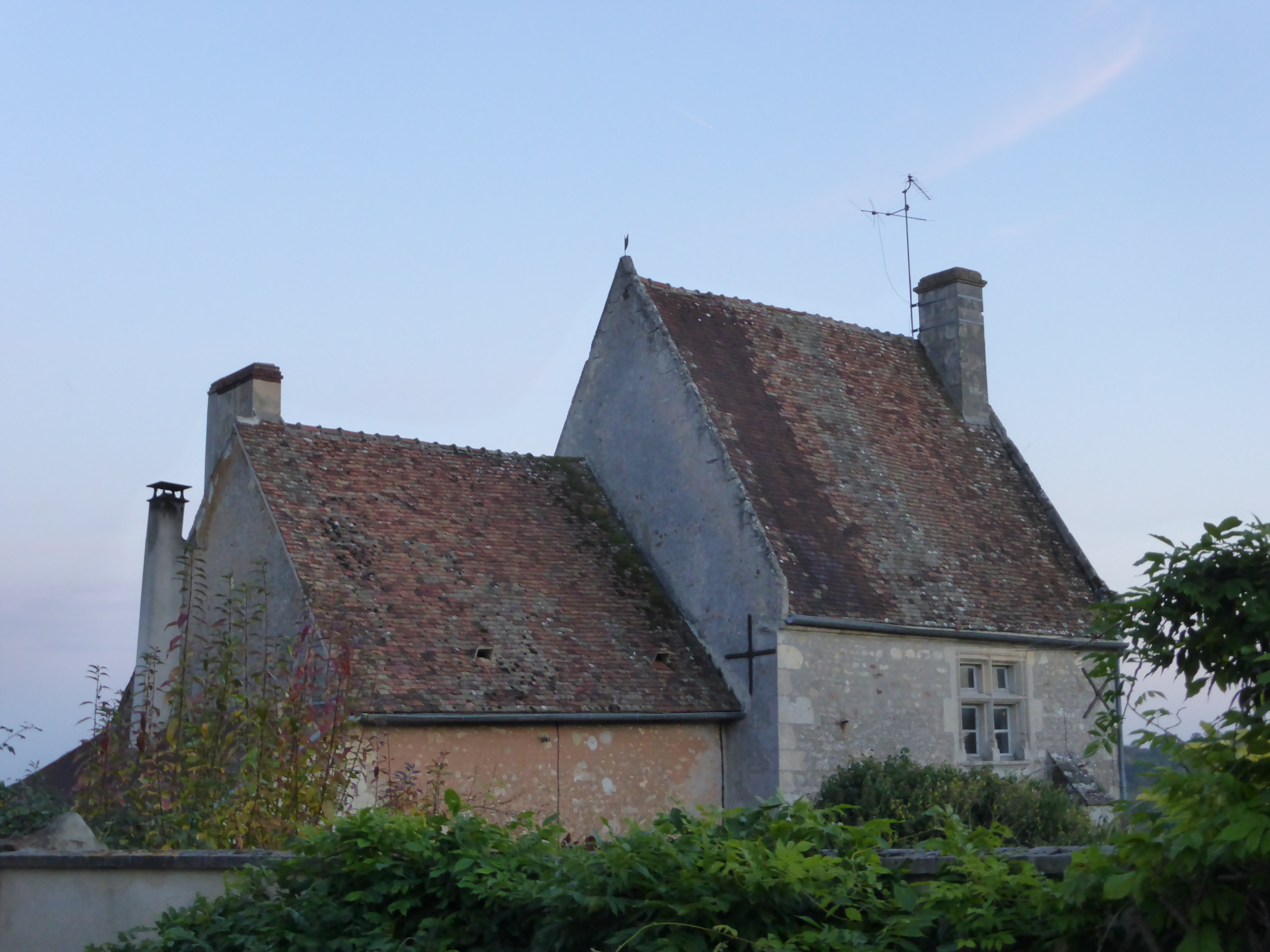
Le manoir situé derrière l'église.

- La Cour. Vestiges et fragment de rempart d'un château cité depuis la fin du XIIe ou début du XIIIe siècle[23].